# 川口武定
川口 武定（かわぐち たけさだ、弘化3年1月26日（1846年2月21日） - 大正7年（1918年）1月19日）は、日本の官僚、陸軍及び海軍軍人。海軍主計総監、貴族院議員。称号は正三位勲一等男爵。

## 経歴

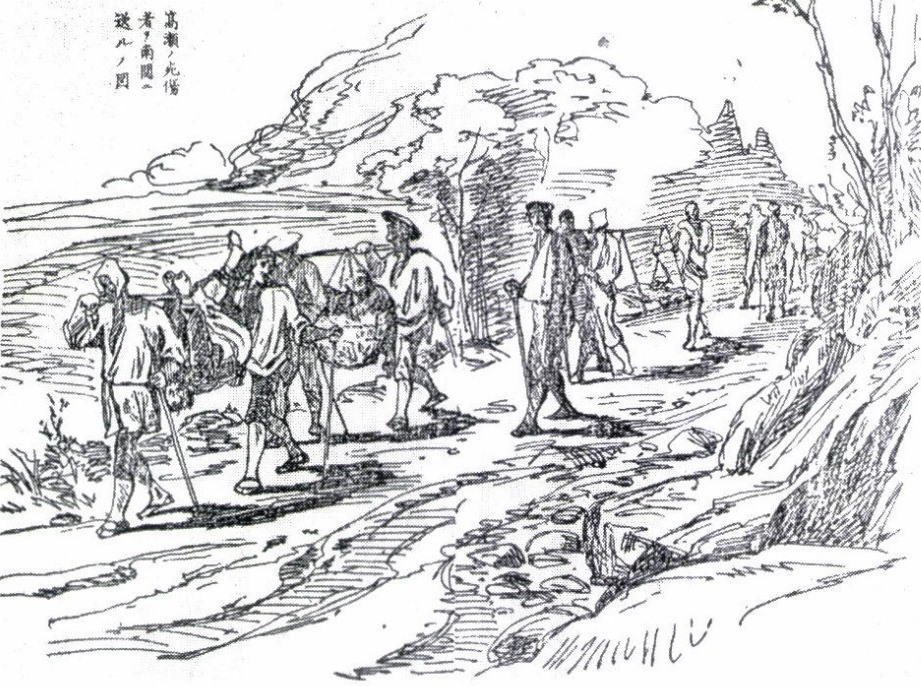
西南戦争中、高瀬での官軍戦死者は縄を網状にしたモッコ（籠）で南関へ運ばれる様子を描いた川口のスケッチ。

紀州藩士・川口武右衛門の長男として生まれる。紀州藩戌兵大隊計司を経て、明治政府に出仕。神奈川県大属、租税寮出仕、監史副長、監史総長などを経て、1873年7月、陸軍会計軍吏に任官。陸軍省第5局（経理）第6課長心得、第8課長心得、東京鎮台付、熊本鎮台在勤、第5局出仕などを歴任。1877年2月から10月まで、第1旅団会計部長として西南戦争に出征した。
その後、東京鎮台在勤、東京鎮台会計部長、会計局第2課長、兼軍吏学舎長などを経、1887年11月、一等監督に進級。陸軍大学校教官、欧州出張、初代陸軍経理学校長などを歴任した。1893年5月、海軍に転じ主計総監となって海軍省経理局長に就任し、海軍主計科の育成に貢献した。1895年8月、日清戦争の功により男爵を叙爵し華族となる。1897年6月、予備役に編入され、1906年1月26日、後備役となる。1911年1月26日に退役した。
1898年3月から1901年11月まで宮内次官、1904年（明治37年）7月10日から1911年（明治44年）7月9日まで貴族院議員を務めた。
1918年1月19日死去。享年71歳。墓所は和歌山市の護念寺(現在は他所に移転し、現存しない)

## 家族
- 先妻: ゑい（瀧畑藤助長女）
- 後妻: 直子（勘解由小路資生五女）
- 息子: 武和（男爵、大阪高等商業学校卒業）
- 息子: 武晶
- 四男: 武孝
- 娘: 楠枝（青木信光夫人）
- 娘: 總代（小林政吉夫人）

## 栄典
位階
- 1890年（明治23年）1月17日 - 従五位[5]
- 1893年（明治26年）6月20日 - 正五位[6]
- 1898年（明治31年）3月21日 - 従四位[7]
- 1901年（明治34年）11月30日 - 正四位[8]
- 1910年（明治43年）12月10日 - 従三位[9]

勲章等
- 1889年（明治22年）11月29日 - 大日本帝国憲法発布記念章[10]
- 1895年（明治28年）
  - 8月20日 - 男爵、勲二等旭日重光章[11]
  - 11月18日 - 明治二十七八年従軍記章[12]
- 1906年（明治39年）4月1日 - 勲一等瑞宝章[13]
- 1915年（大正4年）
  - 4月20日 - 御紋付銀杯[14]
  - 11月10日 - 大礼記念章[15]

外国勲章佩用允許
- 1899年（明治32年）6月27日 - イタリア王国：王冠第一等勲章[16]
- 1900年（明治33年）4月10日 - 大清帝国：第二等第一双竜宝星[17]

## 著書
- 『従征日記』明治11年初版（青潮社、1988年復刻）。